# Mesonitys membranipicta
Mesonitys membranipicta är en insektsart som beskrevs av Schmidt 1912. Mesonitys membranipicta ingår i släktet Mesonitys och familjen Eurybrachidae. Inga underarter finns listade i Catalogue of Life.